# Comuna Sîngereii Noi, Sîngerei
Comuna Sîngereii Noi este o comună din raionul Sîngerei, Republica Moldova. Este formată din satele Sîngereii Noi (sat-reședință) și Mărinești.

## Istoric
Comuna Sângereii Noi a fost formată în anul 1995, în baza Sovietului Sătesc Sîngereii Noi existent în perioada sovietică, în cadrul raionul Sîngerei. În urma reformei administrativ-teritorială din anul 1998, comuna Sîngereii Noi a fost inclusă în județul Bălți. În anul 2001 s-a revenit vechea împărțire în raioane, Sîngererii Noi fiind amplasați în raionului Sângerei.
În 2016, în calitate de  primar al comunei este ales Preașcă Elisei (PLDM). În primul tur din cadrul alegerilor locale din 5 iunie 2016 la funcția de primar au fost înscriși 6 candidați. Rezultatele turului în ordine crescătoare sunt: Sinogaci Ion din partea Partidului Republican din Moldova - 3,62%; Andrițchi Edic din partea Partidului Liberal - 6,97%; Rusnac Victor din partea Partidului Democrat din Moldova - 20,19%; Bostan Veaceslav din partea Partidului Comuniștillor din Republica Moldova - 26,11% și Preașcă Elisei din partea Partidului Liberal Democrat din Moldova - 43,12%. Deoarece niciun candidat nu a acumulat mai mult de 50% s-a organizat turului II la 19 iunie 2016 la care au participat primii doi candidați cu cele mai mari rezultate. Turul doi a fost câștigat de către Preașcă Elisei (PLDM) obținând 59,84% din voturi.
Din cele 13 mandate din consiliul local format în 2016, 6 erau deținute de către PLDM, 4 de către PCRM și 3 de către PDM.

## Demografie
Conform datelor recensământului din 2014, comuna are o populație de 5.122 de locuitori. La recensământul din 2004 erau 4.842 de locuitori.

## Administrație și politică
Componența Consiliului local Sîngereii Noi (13 consilieri), ales la 5 noiembrie 2023, este următoarea:
|  | Partid                                       | Consilieri | Componență | Componență | Componență | Componență | Componență |
|  | -------------------------------------------- | ---------- | ---------- | ---------- | ---------- | ---------- | ---------- |
|  | Partidul Acțiune și Solidaritate             | 5          |            |            |            |            |            |
|  | Partidul Socialiștilor din Republica Moldova | 4          |            |            |            |            |            |
|  | Partidul Comuniștilor din Republica Moldova  | 2          |            |            |            |            |            |
|  | Partidul Liberal Democrat din Moldova        | 2          |            |            |            |            |            |